# نادي شباب يطا
نادي شباب يطا (بالإنجليزية: Shabab Yatta)‏ هو نادي كرة قدم فلسطيني تأسس عام 1982 في مدينة يطا في محافظة الخليل، ينافس النادي في الدوري الفلسطيني الممتاز للضفة الغربية.

## لاعبين بارزين
- ثائر جبور.[3]